# Heia Fotball
 (juillet 2018).

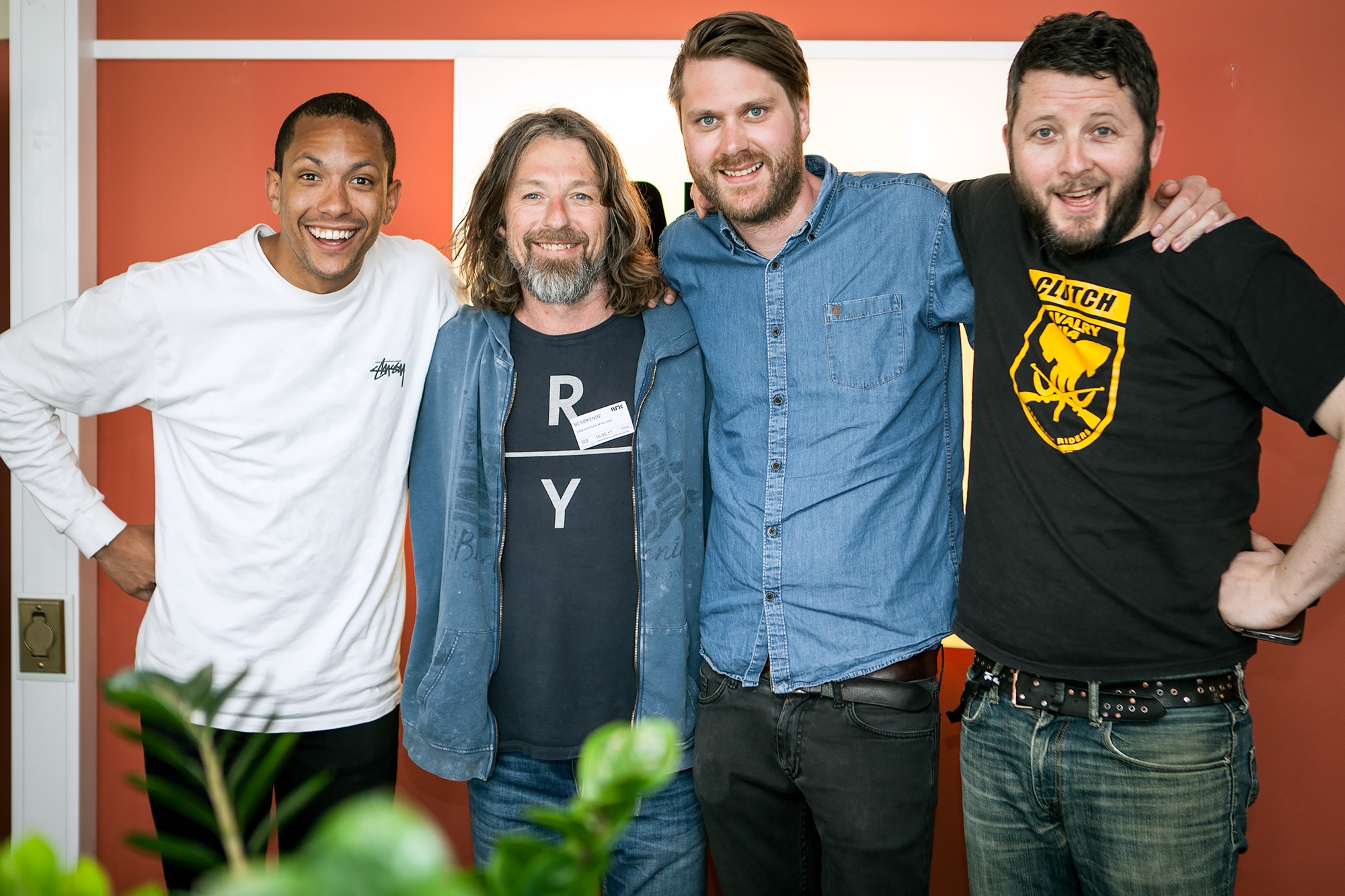
Heia Football avec Myggen comme invité 16 mai 2017. De gauche à droite: Tête Lidbom, Erik Mykland, Sven Bisgaard Sundet et "Le patron d'Internet" Lars Haugdal Andersen.

Heia Fotball (en français : Allez du Foot !) est un podcast norvégien qui sort chaque semaine et une émission de radio sur le football, sur la chaîne  NRK P3. Heia Fotball est dirigé par Sven Bisgaard Sundet et Tête Lidbom.
Les épisodes de ce podcast ont une durée d'environ 1 heure et demi. Il y a souvent un invité qui est le sujet principal de l'épisode du podcast. La première émission a lieu le 7 février 2014
Cette émission parle plus ou moins sérieusement des événements du monde du foot de chaque semaine. Le programme parle du football local en Norvège, de courrier des auditeurs, mais aussi un « Glory Hall » qui est désigné pour certains joueurs de foot. Il figure fin 2018 dans le top 20 des podcasts les plus populaires en Norvège , et a été nommé en 2017 dans la catégorie Podcast de l'année au Prix Radio, la cérémonie des récompenses consacrées à la radio en Norvège